# Стари пристанищни хладилници (Солун)
Старите пристанищни хладилници (на гръцки: Παλιά ψυγεία του λιμανιού) са комплекс исторически складове в град Солун, Гърция.

## Местоположение
Складовете са разположени в Солунското пристанище, до сградата на Централната пристанищна администрация.

## История
Пристанищните хладилници са построени в 1930 година. Постройката е обявена за защитена в 2016 година. Складовете вече не се използват по предназначение.

## Архитектура
Представлява от приземен склад, състоящ се от стари хладилници на Солунското пристанище, чиито морфологични и конструктивни характеристики са образец на индустриалната архитектура и са част от по-широк набор от пристанищни сгради със сходни характеристики. Има триделна организация на покрива с издигната централна част, която включва непрекъсната зона от капандури по протежение на сградата. Централната част на тясна фасада е подчертана от триделно разположение на вертикални отвори, които заемат почти цялата височина на сградата. Сградата предизвиква голям интерес с интериора си, тъй като е запазена голяма част от механичното оборудване и хладилните съоръжения и има видими елементи от индустриалната архитектура, сред които покриви, вътрешни врати, стълби и други.